# Horse of the Year Show

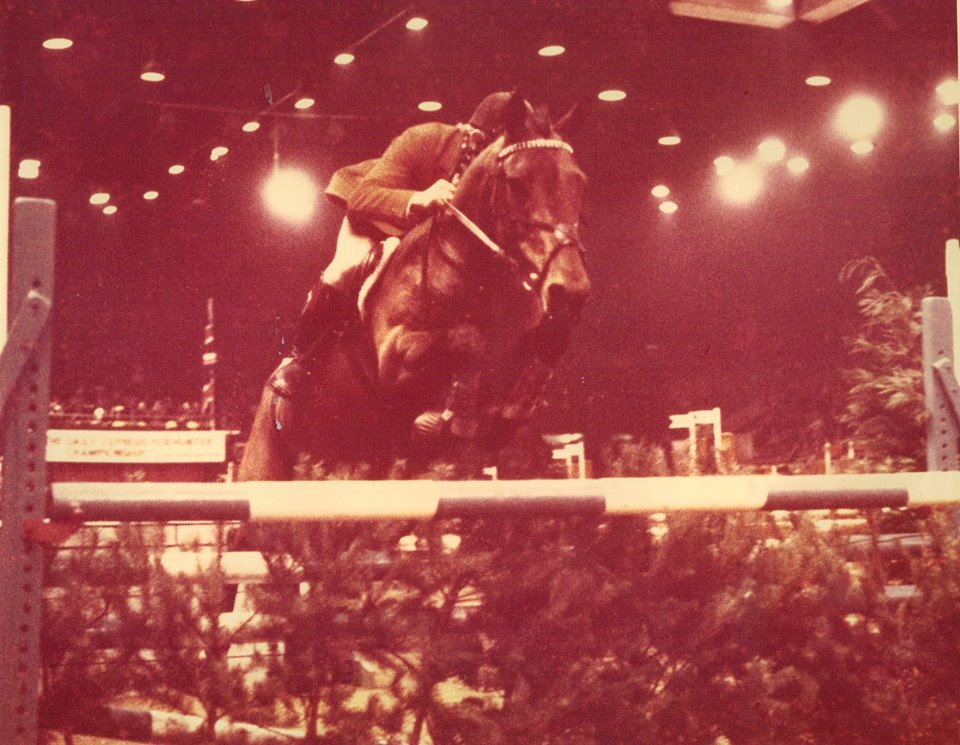
Willie Sheret und St Corry, Sieger des Foxhunter Championship im Rahmen der Horse of the Year Show 1975

Die Horse of the Year Show, auch als HOYS bekannt, ist ein internationales Reitturnier in Birmingham (Vereinigtes Königreich). Es ist als CSI 3* ausgeschrieben.
Erstmals durchgeführt wurde die Veranstaltung im Jahr 1949 in der Harringay Arena in London. Nachdem die Arena verkauft und umgenutzt wurde, siedelte das Turnier innerhalb Londons in den Empire Pool (die heutige Wembley Arena) um. Hier wurde das Turnier von 1959 bis 2001 ausgetragen.
Seit dem Jahr 2002 wird das Turnier im National Exhibition Centre in Birmingham durchgeführt. Das Turnier findet jedes Jahr im Oktober statt.

## Sieger

### „führender Springreiter des Jahres“
Die Hauptprüfung des Turniers, der Leading Show Jumper of the year Grand Prix (Großer Preis um den „führenden Springreiter des Jahres“). Diese Prüfung findet jeweils am Sonntagabend statt, es handelt sich hierbei um eine Springprüfung mit zwei Umläufen mit einer Hindernishöhe von bis zu 1,60 Meter. Das Preisgeld betrug im Jahr 2019 rund 46.000 £.
- 2002:  Tim Stockdale mit Parcival
- 2003:  Guy Williams mit Hamlet
- 2004:  Michael Whitaker mit Portofino
- 2005:  Robert Maguire mit Two Mills Showtime
- 2006:  Laura Kraut mit Anthem
- 2007:  Patrice Delaveau mit Katchina Mail
- 2008:  Billy Twomey mit Je t'aime Flamenco
- 2009:  Ellen Whitaker mit Ocolado
- 2010:  Laura Renwick mit Oz de Breve
- 2011:  Jaime Guerra mit Utopias
- 2012:  Albert Zoer mit Sam
- 2013:  Billy Twomey mit Tinka's Serenade
- 2014:  Julien Epaillard mit Cristallo A
- 2015:  Billy Twomey mit Diaghilev
- 2016:  Cian O’Connor mit Super Sox
- 2017:  Nigel Coupe mit Golvers Hill
- 2018:  Karel Cox mit Evert
- 2019:  David Simpson mit Gentlemen van het Veldhof

### Mächtigkeitsspringen
Das Mächtigkeitsspringen bildet den Abschluss des Turniersamstags. Die Prüfung war 2019 mit 15.000 £ dotiert.
- 2002:  Paul Barker mit Blue Chip Quinton
- 2003:  Carl Curtis mit Sarah's Pride und  Robert Maguire mit Giacomo
- 2004:  Ben Maher mit Eperlan du Fouquet
- 2005:  John Whitaker mit Lactic II und Exploit de Roulard
- 2006:  Cian O’Connor mit Casper,  Robert Whitaker mit Finbarr V und  Ben Maher mit Eperlan du Fouquet
- 2007:  Guy Williams mit Una II
- 2008:  Robert Whitaker mit Finbarr V
- 2009:  Ellen Whitaker mit Ladina B
- 2010:  Tina Fletcher mit Promised Land und  Ellen Whitaker mit Ladina B
- 2011:  Douglas Duffin mit Volcano und  Joe Clayton mit Leonardo
- 2012:  Peter Murphy mit Renkum Off Centre und  Michael Lonsdale mit Loughnatousa W B
- 2013:  Douglas Duffin mit Volcano
- 2014:  Joseph Clayton mit Rockim,  Donald Whitaker mit Quick Laura AS Z,  Charlotte Flack mit Ratina Kan und  David Simpson mit Richi Rich
- 2015:  Victoria Gulliksen mit Grand Balou und  Karel Cox mit For Passion d'Ive Z
- 2016:  Holly Smith mit Quality Old Joker
- 2017:  Padraic Judge mit Citi Business
- 2018:  Alfie Bradstock mit H. d´Or und  Guy Williams mit Mr Blue Sky UK
- 2019:  Robert Whitaker mit Major Delacour und  Guy Williams mit Mr Blue Sky UK